# パンパネイラ
パンパネイラ（Pampaneira）は、スペイン・アンダルシア州グラナダ県のムニシピオ（基礎自治体）。アルプハーラ・グラナディーナ地域の中西部ポケイラ峡谷に位置し、県都グラナダから66kmの距離に位置する。ブビヨン、カピレイラ、ラ・タア、オルヒバ、カラタウーナス、ソポルトゥハルの各自治体と隣接する。自治体の領域の大部分はシエラ・ネバダ自然公園とポケイラ峡谷歴史地区に含まれている。アンダルシアによく見られる、夏に少しでも家を涼しく保つため、日の光を反射するよう白く塗られた壁の家が特徴的な集落である。

## 歴史
グラナダ王国がカトリック両王に降伏したとき、多くの住民がラス・アルプハーラス地域に逃げ込み、およそ80年ものあいだ、彼らは習慣、宗教（イスラム教）、言語を保持し続けた。国王フェリーペ2世によってドン・フアン・デ・アウストリアが派遣され、反乱が鎮圧されるまで、モリスコたちは山中に隠れ続けた。

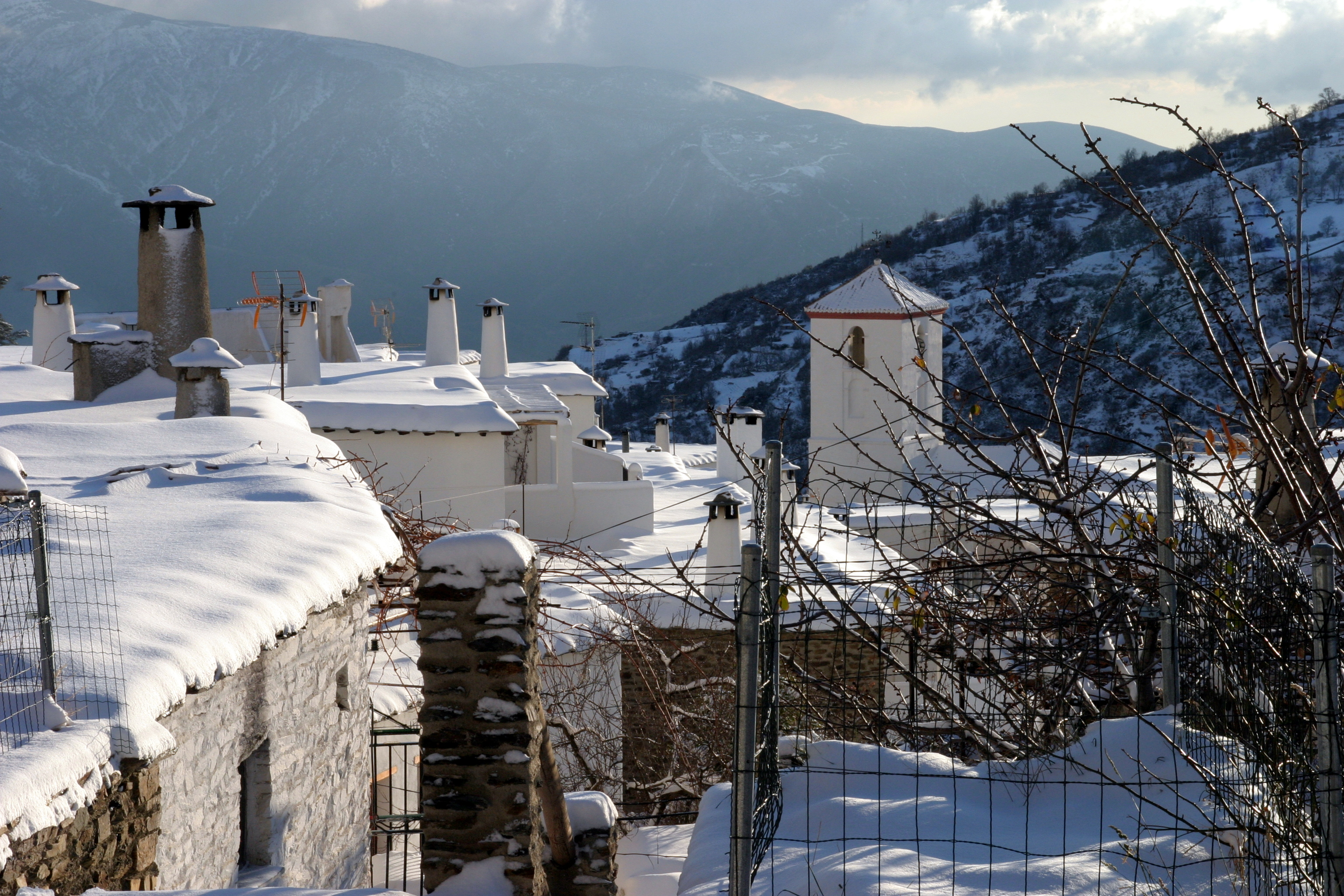

住民の減少したこの地域にはカスティーリャから、とくにガリシア地方やレオン地方出身者による入植が行われた。1487年の布告には、反乱を起こした貴族が彼らの犯罪行為の贖罪のためにグラナダ戦争に参戦したと記されている。ガリシアから貴族とその農奴を追放するために、召集し、作戦に参加させ、行わせたのであった。これらのことによってこの地域の多くの場所にガリシア語を思わせる地名－カピレイラ、ポケイラ、フェレイラ、シュンパネイラ、パンパネイラなど。ガリシア語の接尾辞-eiraはカスティーリャ語の-eraに対応する－が名付けられているのである。

## 気候
パンパネイラの気候は1,000m以上の高地にあり、そしてシエラ・ネバダ山脈（3,482m）の山裾にあることで、内陸性地中海性気候の特徴を持つ。冬季は寒さが非常に厳しく、降雪、凍結も珍しくなく、また夏季は暑さは非常に厳しいとはいえないまでも、最高気温35度を超え、40度近くまで上ることもある。降水量は基本的に多いが、季節によって差があり、夏は降雨はあまりなく、秋には冷たい雨が多い。

## 人口
| パンパネイラの人口推移 1900－2010                       |
|                                                         |
| 出典:INE（スペイン国立統計局）1900年 - 1991年、1996年 - |

## 政治
自治体首長はアンダルシーア社会労働党（PSOE-A）のラファエーラ・ロドリゲス・ロペス（Rafaela Rodríguez López）で、自治体評議員は、アンダルシーア社会労働党：6、アンダルシーア国民党（Partido Popular Andaluz）：1となっている（2011年5月22日の自治体選挙結果、得票順）。
| 1999年6月13日自治体選挙 |        |        |          |
| 政党                    | 得票数 | 得票率 | 獲得議席 |
| PDNI                    | 165    | 66.00% | 5        |
| PSOE-A                  | 63     | 25.20% | 2        |
| PP                      | 20     | 8.00%  | 0        |

| 2003年5月25日自治体選挙 |        |        |          |
| 政党                    | 得票数 | 得票率 | 獲得議席 |
| PSOE-A                  | 187    | 69.78% | 5        |
| PP                      | 80     | 29.85% | 2        |

| 2007年5月27日自治体選挙 |        |        |          |
| 政党                    | 得票数 | 得票率 | 獲得議席 |
| PSOE-A                  | 183    | 83.56% | 6        |
| PP                      | 27     | 12.33% | 1        |

| 2011年5月22日自治体選挙 |        |        |          |
| 政党                    | 得票数 | 得票率 | 獲得議席 |
| PSOE-A                  | 189    | 85.52% | 6        |
| PP                      | 28     | 12.67% | 1        |

### 司法行政
パンパネイラはオルヒバ司法管轄区に属す。